# Кёрверс, Хайнц
Генрих Теодор (Хайнц) Кёрверс (нем. Heinrich Theodor (Heinz) Körvers; 3 июля 1915, Бённингхардт, Пруссия — 29 декабря 1942, Сталинград) — немецкий гандболист, полевой игрок. Олимпийский чемпион 1936 года.

## Биография
Хайнц Кёрверс родился 3 июля 1915 года в прусском городе Бённингхардт (сейчас в Германии).
Играл в гандбол за «Гинденбург» из Миндена, в составе которого трижды выигрывал чемпионат Вестфалии (1933—1935) и был чемпионом Германии (1936). Впоследствии перешёл в «Линтфортер», с которым в 1939 году завоевал серебро чемпионата страны, в 1940 году — золото. В октябре 1941 года перешёл в «Брауншвейг».
В 1936 году вошёл в состав сборной Германии по гандболу на летних Олимпийских играх в Берлине и завоевал золотую медаль. Играл в поле, провёл 2 матча, пропустил 7 мячей (6 от сборной Австрии, 1 — от США).
В 1935—1941 годах провёл за сборную Германии 5 матчей.
Работал шахтёром. Был призван в немецкую армию, в составе которой воевал на восточном фронте.
Пропал без вести 29 декабря 1942 года под Сталинградом.
31 марта 1954 года был официально объявлен погибшим.